# Chandżjan
Chandżjan – wieś w Armenii, w prowincji Armawir. W 2011 roku liczyła 1775 mieszkańców.